# Morti nel 1077
| Questa pagina contiene informazioni ricavate automaticamente dalle voci biografiche con l'ausilio del template Bio e di un bot. L'aggiornamento è periodico e automatico e ricostruisce completamente la pagina. Se manca una persona in questa lista, sei pregato di non aggiungerla, ma accertati piuttosto che la sua voce biografica contenga il template Bio e che i dati anagrafici siano correttamente compilati. Se il template Bio manca, inseriscilo tu stesso o, in alternativa, metti l'avviso {{tmp\|Bio}} che ne segnala la mancanza. Se i dati riportati sono sbagliati, correggi direttamente la voce biografica; le modifiche saranno visibili in questa lista entro pochi giorni. Per chiarimenti vedi il progetto biografie. La lista contiene solo le 16 persone che sono citate nell'enciclopedia e per le quali è stato implementato correttamente il template Bio. Pagina aggiornata al 4 gen 2025. |

- 25 aprile - Géza I d'Ungheria, re ungherese (n. 1040)
- 17 luglio - Ugo d'Eu, vescovo francese
- 21 luglio - Gertrude la Vecchia di Braunschweig, nobile tedesca
- 12 agosto - Sigeardo di Beilstein, patriarca cattolico tedesco
- 21 settembre - Abu'l-Fadl Bayhaqi, storico persiano
- 14 ottobre - Andronico Ducas, generale bizantino
- 7 novembre - Landolfo VI di Benevento, principe longobardo
- 10 dicembre - Cristodulo di Alessandria, arcivescovo cristiano orientale egiziano
- 14 dicembre - Agnese di Poitou, regina
- 30 dicembre - Raniero di Forcona, vescovo cattolico italiano
- Abu l-Hasan 'Ali al-Hujviri, poeta persiano
- Cencio, nobile romano
- Ramirdo di Cambrai, prete francese
- Roussel di Bailleul, condottiero francese
- Yusuf Hass Hajib, politico e scrittore turco (n. 1016)
- Zhang Zai, filosofo cinese (n. 1020)